# Itàlia (circumscripció del Parlament Europeu)

Separació de les circumscripcions italianes

Itàlia no ha estat mai una circumscripció única per a les eleccions del Parlament Europeu, sinó que des de l'any 1979 ha estat dividida en circumscripcions internes, que tenen com a objectiu de procediment d'escollir els diputats elegits dins de les llistes de partits, ja que la distribució d'escons entre els diferents partits es calcula a nivell nacional (anomenat Collegio Unico Nazionale, Circumscripció Nacional Única). El territori italià està dividit en 5 circumscripcions electorals, amb un total de 81 escons:
- Itàlia nord-oest: 22 escons
- Itàlia nord-est: 15 escons
- Itàlia central: 16 escons
- Itàlia sud: 19 escons
- Illes italianes: 9 escons

Les diferents circumscripcions inclouen les següents regions italianes:
- Itàlia nord-oest: Vall d'Aosta, Ligúria, Llombardia i Piemont.
- Itàlia nord-est: Emília-Romanya, Friül - Venècia Júlia, Trentino - Alto Adige, i Vèneto.
- Itàlia central: Laci, Marques, Toscana i Úmbria.
- Itàlia sud: Abruços, Pulla, Calàbria, Campània i Molise.
- Illes italianes: Sardenya i Sicília.

## Galeria

Itàlia nord-oest
Itàlia nord-est
Itàlia central
Itàlia sud
Illes italianes